# Barbacoll de bigotis blancs
El barbacoll de bigotis blancs (Malacoptila panamensis) és una espècie d'ocell de la família dels bucònids (Bucconidae) que habita formacions boscoses del sud-est de Mèxic, Amèrica Central, oest i nord de Colòmbia i oest de l'Equador.